# Pedro Maurício Correia Henriques
Pedro Maurício Correia Henriques ComA (Plön, Holstein, Dinamarca, 27 de Novembro de 1846 - Lisboa, 13 de Fevereiro de 1890), 2.º Visconde de Seisal e 2.º Conde de Seisal, foi um militar e político português.

## Família
Filho de José Maurício Correia Henriques, 1.º Barão de Seisal e 1.º Visconde de Seisal, e de sua segunda mulher Alexandra Aline Stjernvall, Sueca.

## Biografia
Tirou o curso de Engenharia Militar na Escola Militar da Bélgica, que lhe foi revalidado na Escola do Exército por Decreto de 1 de Julho de 1867. Assentou Praça quatro dias depois e foi promovido a Alferes a 10 do mesmo mês e a Tenente a 14 de Julho de 1868. Colocado no Comando-Geral de Engenharia e no Batalhão da mesma Arma, a 6 de Julho de 1870 foi nomeado Adido Militar à Legação de Portugal em Londres e transferido para a de Paris a 28 de Outubro seguinte. Depois de promovido a Capitão a 2 de Outubro de 1873, passou a Ajudante-de-Campo do Infante D. Augusto de Bragança, Duque de Coimbra, de que foi exonerado, conservando as referidas honras, depois de colocado na Legação de Berlim. A 2 de Outubro de 1878 passou a Ajudante-de-Ordens de D. Luís I de Portugal, que exerceu depois das sucessivas promoções a Major a 12 de Outubro de 1881 e a Tenente-Coronel a 15 de Julho de 1885. A 13 de Maio de 1886 foi colocado fora do Quadro da Arma por ter sido nomeado Veador da Princesa Real D. Amélia de Orleães.
Foi Par do Reino por sucessão, Grã-Cruz da Ordem da Estrela Polar da Suécia e Excelentíssimo Senhor Grã-Cruz da Real Ordem de Isabel a Católica de Espanha, Comendador da Real Ordem Militar de São Bento de Avis de Portugal e Cavaleiro da Ordem de Leopoldo I da Bélgica.
O título de 2.º Visconde de Seisal foi-lhe renovado por Decreto de D. Pedro V de Portugal de 13 de Março de 1860 e foi elevado à Grandeza, como 2.º Conde de Seisal, por Decreto de D. Luís I de Portugal de 19 de Maio de 1886. Armas: escudo partido, na 1.ª Correia e na 2.ª Henriques; timbre: Correia; coroas de Visconde (depois de 13 de Março de 1860) e de Conde (depois de 19 de Maio de 1886).

## Casamentos e descendência
Casou primeira vez em Lisboa a 24 de Janeiro de 1876 com D. Carolina Maria de Castro Pereira (Berlim, 16 de Agosto de 1854 - Lisboa, 5 de Dezembro de 1878), filha de D. Rodrigo Delfim Pereira e de sua mulher Carolina Maria Bregaro, da qual teve uma filha e um filho: 
- Carolina Maria Matilde Correia Henriques (Lisboa, Lapa, 16 de Abril de 1877 - 8 de Dezembro de 1953), casada em Sintra, Santa Maria e São Miguel, 12 de Agosto de 1898 com Salvador Correia de Sá e Benevides Velasco da Câmara (Torres Novas, Santiago, 14 de Dezembro de 1873 - Sintra, 12 de Junho de 1939), 9.º Visconde com Grandeza de Asseca, com geração
- José Maurício Correia Henriques (Lisboa, 18 de Novembro de 1878 - Lisboa, 31 de Agosto de 1944), 3.º Conde de Seisal por Decreto de D. Carlos I de Portugal de 14 de Maio de 1902, casado em Lisboa, Pena, a 9 de Junho de 1902 com Maria Cândida de Almeida Cardoso de Albuquerque (9 de Setembro de 1884 - ?), filha do 1.º Visconde e 1.º Conde de Mangualde e sobrinha-neta do 1.º Barão de Salvaterra de Magos, da qual teve cinco filhos e uma filha

Casou segunda vez em Lisboa a 28 de Abril de 1884 com sua cunhada D. Maria Germana de Castro Pereira (Hamburgo, 19 de Junho de 1860 - Sintra), Dama Camarista da Rainha D. Amélia, da qual teve um filho: 
- Rodrigo Maurício Correia Henriques (Lisboa, 22 de Março de 1887 - Sintra, 3 de Setembro de 1906), solteiro e sem geração, vítima dum acidente de caça, a sua própria espingarda disparando quando este tentava saltar um valado.[5]